# Râul Sărmaș, Zalău
Râul Sărmaș este un curs de apă, afluent al râului Zalău. Izvorăște din culmile de după cartierul Sărmaș al orașului Zalău, în Munții Meseș, traversează întreg cartierul Sărmaș, urmând ca, lângă Autogara Zalău, să intre pe sub drum, apoi, puțin înainte de vărsarea în emisar, să iasă de sub drum, urmând să se verse în râul Zalău.

## Harti
- Harta Județului Sălaj  Arhivat în 30 septembrie 2013, la Wayback Machine.